# Qalağan
Qalağan är en ort i Azerbajdzjan.   Den ligger i distriktet Xaçmaz Rayonu, i den nordöstra delen av landet, 140 km nordväst om huvudstaden Baku. Qalağan ligger 8 meter över havet och antalet invånare är 977.
Terrängen runt Qalağan är platt. Närmaste större samhälle är Xaçmaz, 8,2 km nordväst om Qalağan.
Trakten runt Qalağan består till största delen av jordbruksmark. Runt Qalağan är det ganska tätbefolkat, med 70 invånare per kvadratkilometer.